# Diaspis pelargonii
Diaspis pelargonii är en insektsart som beskrevs av Cockerell 1892. Diaspis pelargonii ingår i släktet Diaspis och familjen pansarsköldlöss.
Artens utbredningsområde är Jamaica. Inga underarter finns listade i Catalogue of Life.